# Хранителі (телеспектакль)
«Хранителі» — радянський телеспектакль, екранізація «Братства Персня» Дж. Р. Р. Толкієна, показаний в 1991 році Ленінградським телебаченням і вважався згодом втраченим. У 2021 році був знайдений. Містить сцени з Томом Бомбадилом і Ґолдберрі, яких не було в кінотрилогії Пітера Джексона «Володар перснів». Головні ролі зіграли Віктор Костецький, Георгій Штиль, Валерій Дяченко.

## Зміст
Фентезі-роман Дж. Р. Р. Толкієна «Володар перснів» був опублікований в трьох томах в 1954 і 1955 роках. Автор сумнівався, чи можна драматизувати твір або зафільмувати, але він і його видавці, Allen and Unwin, були раді обговорити пропозиції зі створення фільмів за умови наявності право вето на творчі рішення або відмовитися від них за досить велику суму грошей. Перші спроби були анімаційними; першою була версія Ральфа Бакши 1978 року «Братства персня» з частинами «Двох веж». Потім права на екранізацію передавалися з рук у руки, і можливість створення анімаційних фільмів або спектаклів розглядалося багатьма режисерами.

## Фільм

### Історія
«Хранителі» були зняті Ленінградським телебаченням обмеженим бюджетом і транслювалися один раз 13-14 квітня 1991 року (за шість років до того там же був знятий інший телеспектакль — Казкова подорож містера Більбо Беггінса, гобіта). Фільм вважався втраченим, пошуки довго не мали успіху, і навіть існувала думка, що історія із спектаклем — вигадка толкієністів, але в 2021 році вистава була знайдена і викладена на YouTube правонаступником Ленінградського телебачення, П'ятим каналом. Фільм викликав інтерес тим, що в ньому були задіяні такі персонажі, як Том Бомбадил, Ґолдберрі і Курган-мрець, які брали участь в обході шляху головних героїв Гобіту через Праліс і вирізані з кінотрилогії «Володаря Перснів» Пітера Джексона як такі, що не розвивають сюжет. Режисером і сценаристом була Наталя Серебрякова, музика до фільму була написана Андрієм «Дюша» Романовим з російської рок-групи «Акваріум», він же грав роль оповідача. У ньому використаний російський переклад книги Толкіна Володимира Муравйова та Андрія Кістяківського 1982 року. Зокрема, в цьому варіанті Араґорн носить прізвище Бродяжник, прізвище Беггінс — Торбінс, Роган зветься Рістанією, а Рівенділ — Роздолом. Акторський колектив був сформований в основному з артистів, що регулярно брали участь у проєкті «Казка за казкою»; при цьому Леголаса зіграла жінка — донька режисера, Ольга Серебрякова. Оскільки бюджет був обмежений, використовували лише ті костюми і декорації, які вдалося знайти у запасниках.

### Сюжет
«Хранителі» складається з двох частин, по 50 хвилин і 64 хвилини відповідно.
Частина 1 починається зі святкування дня народження гобіта Більбо Беггінса, що завершується феєрверком. Більбо надягає Перстень і зникає, спантеличивши і налякавши всіх. Його небіж Фродо Беггінс отримує Перстень після зникнення Більбо. У спогадах з'являються назгули на конях, за якими розповідається історія Смеагола, як він вбиває свого друга Деагола через Перстень і перетворюється на Ґолума. Чарівник Гендальф зустрічає Ґолума і допитує його. Гендальф доручає Фродо знищити Перстень, бо він був створений злим Сауроном для свого панування. Фродо і троє його товаришів-гобітів вирушають через Шир в Крікголлоу в Бакленді. Вони входять до Пралісу, де злісне дерево Старий Віллоу ловить гобіта. Його рятує Том Бомбадил, який забирає гобітів до себе додому, а його дружина Голдберрі розважає їх за столом. Вони знову вирушили в дорогу, тільки щоб знову опинитися в пастці, на цей раз Кургана-мреця.
У частині 2 Курган-мрець розміщує непритомних гобітів у своєму кургані, наче на похоронах. Фродо прокидається і викликає Тома Бомбадила, який звільняє гобітів. Вони їдуть через ліс в засніжений Брі і входять в таверну «Гарцюючі поні». Вони їдять і п'ють; Фродо і жінка танцюють і співають. Фродо надягає Перстень і тимчасово зникає, шокувавши присутніх. Фродо зустрічає принца-блукача Араґорна; гобіти йдуть з ним до спальні, де він пояснює, хто він такий. Вони погоджуються поїхати з ним. Вони відправляються в Ветертоп, де б'ються з назгулами. Фродо зазнає поранення і непритомніє. Вони їдуть у Рівенділ, де Фродо отямується. Повелитель ельфів Ельронд скликає свою раду; Боромир вимагає, щоб вони використали Перстень проти ворога, але замість цього вони погоджуються сформувати Братство, щоб доставити його у Мордор і знищити там, де його було створено, у вогні Ородруїна. У спогадах Гендальф зустрічає білого чарівника Сарумана і бачить, що той перейшов на бік зла зі своєю власною армією орків; Саруман ув'язнює Гендальфа до своєї вежі Ісенґард, але Гендальфа рятує Орел. Повернувшись у Рівенділ, до загону приєднуються гном Ґімлі і ельф Леголас. Братство відправляється до підземного царства Морії, де б'ються з монстрами й орками. Вони переходять вузький міст через прірву і розуміють, що Балрог убив Гендальфа. Вони прибувають в Лотлорієн, де ельфи танцюють в золотому лісі; гобіти сплять. Вони зустрічають ельфійку Ґаладріель; Фродо пропонує їй Перстень, від якого вона відмовляється; Око Саурона шукає Перстень. Боромир, нанадовго спокусившись силою Персня, намагається відібрати його у Фродо; тоді Фродо і Сем вирушають в Мордор самостійно.

## Відгуки
Фільм з точки зору виробництва був охарактеризований як фільм з іншої епохи, з базовими декораціями і «сміховинними» ефектами зеленого екрану. Західні коментатори зустріли його повторну появу коментарями про його «чудово рудиментарне» виробництво. NME процитував одного російського користувача, який написав: «Це одночасно абсурдно і жахливо, як і божественно і чудово. Початкова пісня особливо прекрасна. Спасибі тому, хто знайшов цей раритет». Newsweek процитував іншого користувача, який написав: «Слухаючи вступну тужливу пісню, я ледь не помер від сміху і задоволення». В «Metro» відзначили, що прості ефекти телеспектакля надають йому відчуття більше «театральної постановки, ніж фільму, що додає чарівності». «The New York Post» процитувала «замисленого» американського глядача, який хотів, щоб російський «герой» створив англійські субтитри. «Chicago Tribune» відзначив, що оповідач (Андрій «Дюша» Романов) — це «бородатий чоловік у величезних окулярах, який кричить про 1991 рік», в той час як чарівний ефект м'якого фокусу здається плямою гелю для волосся на об'єктиві камери. Entertainment Weekly описав сцену Бомбадила як таку, що викликає «відчуття казкового сюрреалізму».
BBC зазначила, що протягом декількох днів після його повторної появи перший епізод був переглянутий понад півмільйона разів, і описав фільм як «дивне психоделічне радянське переосмислення», на відміну від пізнішого епосу Джексона. Вона відмітила, що костюми виглядали так, як ніби вони були позичені з театральних постановок Шекспіра або Лопе де Вега, так що чарівник Гендальф нагадував мандрівного лицаря, а повелитель ельфів Ельронд був одягнений як Отелло.

## В ролях
- Віктор Костецький — Гендальф
- Георгій Штиль — Більбо
- Валерій Дяченко — Фродо
- Олена Соловей — Ґаладріель
- Сергій Паршин — Том Бомбадил
- Регіна Лялейкіте — Ґолдберрі (Золотинка)
- Володимир Матвеєв — Семвайз Ґемджі (Сем Скромбі)
- Андрій Тенетко — Араґорн-Бродяжник
- Євгеній Соляков — Боромир
- Андрій Толшин — Ельронд
- Євгеній Баранов — Саруман
- Ольга Серебрякова — Леголас
- Віктор Смірнов — Ґолум
- Микола Буров — Барліман Баттербур (Лавр Наркісс), власник таверни «Гарцюючі поні»
- Ліліан Малкіна — Лобелія Саквілл-Беггінс (Любелія Лякошель)
- Сергій Шелгунов — Меріадок Брендіцап
- Вадим Нікітін — Перегрін Тук